# Земни пчели
Земните пчели (Bombus) са род едри мъхести пчели. Те са социални насекоми, живеещи на малки колонии. Женските земни пчели се разделят на по-едри майки и по-дребни безплодни работнички, но разликата между тях е слаба – при липса на майка работничките могат да отлагат яйца. Семейството съществува само един сезон. Цариците могат да живеят до една година.
Структурата на гнездото е сравнително проста и представлява неправилна топка от трева, мъх и пръчици, като често се изгражда в скривалище, което може да бъде например изоставена дупка на гризачи. Броят на индивидите в едно гнездо е различен и варира при различните видове, но обикновено не надвишава 500.
Докато търсят храна, земните пчели могат да достигнат скорост при полет до 15 m/s (54 km/h).
Цариците и работничките могат да жилят. За разлика от жилото на медоносните пчели, жилото на земните пчели няма контри, така че те могат да жилят многократно. Обикновено тези видове не са агресивни, но ще жилят и защитават гнездото си, ако се почувстват застрашени.

## Класификация
Родът земни пчели включва над 250 вида, групирани в 15 подрода.

### Подрод Alpigenobombus
- Вид Bombus angustus
- Вид Bombus breviceps
- Вид Bombus genalis
- Вид Bombus grahami
- Вид Bombus kashmirensis
- Вид Bombus nobilis
- Вид Bombus wurflenii

### Подрод Alpinobombus
- Вид Bombus alpinus
- Вид Bombus balteatus
- Вид Bombus hyperboreus
- Вид Bombus neoboreus
- Вид Bombus polaris

### Подрод Bombias
- Вид Bombus auricomus
- Вид Bombus confusus
- Вид Bombus nevadensis

### Подрод Bombus sensu stricto
- Вид Bombus affinis
- Вид Bombus cryptarum
- Вид Bombus franklini
- Вид Bombus hypocrita
- Вид Bombus ignitus
- Вид Bombus jacobsoni
- Вид Bombus lantschouensis
- Вид Bombus longipennis
- Вид Bombus lucorum
- Вид Bombus magnus
- Вид Bombus minshanicus
- Вид Bombus occidentalis[5]
- Вид Bombus patagiatus
- Вид Bombus sporadicus
- Вид Bombus terrestris
- Вид Bombus terricola[5]
- Вид Bombus tunicatus

### Подрод Cullumanobombus
- Вид Bombus baeri
- Вид Bombus brachycephalus
- Вид Bombus coccineus
- Вид Bombus crotchii
- Вид Bombus cullumanus
- Вид Bombus ecuadorius
- Вид Bombus fraternus
- Вид Bombus funebris
- Вид Bombus griseocollis
- Вид Bombus handlirschi
- Вид Bombus haueri
- Вид Bombus hortulanus
- Вид Bombus macgregori
- Вид Bombus melaleucus
- Вид Bombus morrisoni
- Вид Bombus robustus
- Вид Bombus rohweri
- Вид Bombus rubicundus
- Вид Bombus rufocinctus
- Вид Bombus semenoviellus
- Вид Bombus tucumanus
- Вид Bombus unicus
- Вид Bombus vogti

### Подрод Kallobombus
- Вид Bombus soroeensis

### Подрод Megabombus
- Вид Bombus argillaceus
- Вид Bombus bicoloratus
- Вид Bombus consobrinus
- Вид Bombus czerskii
- Вид Bombus diversus
- Вид Bombus gerstaeckeri
- Вид Bombus hortorum
- Вид Bombus irisanensis
- Вид Bombus koreanus
- Вид Bombus longipes
- Вид Bombus melanopoda
- Вид Bombus portchinsky
- Вид Bombus religiosus
- Вид Bombus ruderatus
- Вид Bombus saltuarius
- Вид Bombus securus
- Вид Bombus senex
- Вид Bombus supremus
- Вид Bombus sushkini
- Вид Bombus tichenkoi
- Вид Bombus trifasciatus
- Вид Bombus ussurensis

### Подрод Melanobombus
- Вид Bombus eximius
- Вид Bombus festivus
- Вид Bombus formosellus
- Вид Bombus friseanus
- Вид Bombus incertus
- Вид Bombus keriensis
- Вид Bombus ladakhensis
- Вид Bombus lapidarius
- Вид Bombus miniatus
- Вид Bombus pyrosoma
- Вид Bombus richardsiellus
- Вид Bombus rufipes
- Вид Bombus rufofasciatus
- Вид Bombus semenovianus
- Вид Bombus sichelii
- Вид Bombus simillimus
- Вид Bombus tanguticus

### Подрод Mendacibombus
- Вид Bombus avinoviellus
- Вид Bombus convexus
- Вид Bombus handlirschianus
- Вид Bombus himalayanus
- Вид Bombus makarjini
- Вид Bombus margreiteri
- Вид Bombus marussinus
- Вид Bombus mendax
- Вид Bombus superbus
- Вид Bombus turkestanicus
- Вид Bombus waltoni

### Подрод Orientalibombus
- Вид Bombus braccatus
- Вид Bombus funerarius
- Вид Bombus haemorrhoidalis

### Подрод Psithyrus
- Вид Bombus ashtoni
- Вид Bombus barbutellus
- Вид Bombus bellardii
- Вид Bombus bohemicus
- Вид Bombus branickii
- Вид Bombus campestris
- Вид Bombus chinensis
- Вид Bombus citrinus
- Вид Bombus coreanus
- Вид Bombus cornutus
- Вид Bombus expolitus
- Вид Bombus ferganicus
- Вид Bombus fernaldae
- Вид Bombus flavidus
- Вид Bombus insularis
- Вид Bombus maxillosus
- Вид Bombus monozonus
- Вид Bombus morawitzianus
- Вид Bombus norvegicus
- Вид Bombus novus
- Вид Bombus perezi
- Вид Bombus quadricolor
- Вид Bombus rupestris
- Вид Bombus skorikovi
- Вид Bombus suckleyi
- Вид Bombus sylvestris
- Вид Bombus tibetanus
- Вид Bombus turneri
- Вид Bombus variabilis
- Вид Bombus vestalis

### Подрод Pyrobombus
- Вид Bombus abnormis
- Вид Bombus ardens
- Вид Bombus avanus
- Вид Bombus beaticola
- Вид Bombus bifarius
- Вид Bombus bimaculatus
- Вид Bombus biroi
- Вид Bombus brodmannicus
- Вид Bombus caliginosus
- Вид Bombus centralis[6]
- Вид Bombus cingulatus
- Вид Bombus cockerelli
- Вид Bombus ephippiatus
- Вид Bombus flavescens
- Вид Bombus flavifrons[6]
- Вид Bombus frigidus
- Вид Bombus haematurus
- Вид Bombus huntii
- Вид Bombus hypnorum
- Вид Bombus impatiens
- Вид Bombus infirmus
- Вид Bombus infrequens
- Вид Bombus jonellus
- Вид Bombus kotzschi
- Вид Bombus lapponicus
- Вид Bombus sylvicola
- Вид Bombus lemniscatus
- Вид Bombus lepidus
- Вид Bombus luteipes
- Вид Bombus melanopygus[7]
- Вид Bombus mirus
- Вид Bombus mixtus
- Вид Bombus modestus
- Вид Bombus monticola
- Вид Bombus oceanicus
- Вид Bombus parthenius
- Вид Bombus perplexus
- Вид Bombus picipes
- Вид Bombus pratorum
- Вид Bombus pressus
- Вид Bombus pyrenaeus
- Вид Bombus rotundiceps
- Вид Bombus sandersoni
- Вид Bombus sitkensis
- Вид Bombus sonani
- Вид Bombus subtypicus
- Вид Bombus ternarius
- Вид Bombus vagans
- Вид Bombus vandykei
- Вид Bombus vosnesenskii
- Вид Bombus wilmattae

### Подрод Sibiricobombus
- Вид Bombus asiaticus
- Вид Bombus morawitzi
- Вид Bombus niveatus
- Вид Bombus oberti
- Вид Bombus obtusus
- Вид Bombus sibiricus
- Вид Bombus sulfureus

### Подрод Subterraneobombus
- Вид Bombus amurensis
- Вид Bombus appositus
- Вид Bombus borealis
- Вид Bombus distinguendus
- Вид Bombus fedtschenkoi
- Вид Bombus fragrans
- Вид Bombus melanurus
- Вид Bombus mongolensis
- Вид Bombus personatus
- Вид Bombus subterraneus

### Подрод Thoracobombus
- Вид Bombus anachoreta
- Вид Bombus armeniacus
- Вид Bombus atratus
- Вид Bombus atripes
- Вид Bombus bellicosus
- Вид Bombus brasiliensis
- Вид Bombus brevivillus
- Вид Bombus dahlbomii
- Вид Bombus deuteronymus
- Вид Bombus digressus
- Вид Bombus diligens
- Вид Bombus excellens
- Вид Bombus exil
- Вид Bombus fervidus
- Вид Bombus filchnerae
- Вид Bombus hedini
- Вид Bombus honshuensis
- Вид Bombus humilis
- Вид Bombus imitator
- Вид Bombus impetuosus
- Вид Bombus inexspectatus
- Вид Bombus laesus
- Вид Bombus medius
- Вид Bombus mesomelas
- Вид Bombus mexicanus
- Вид Bombus mlokosievitzii
- Вид Bombus morio
- Вид Bombus mucidus
- Вид Bombus muscorum
- Вид Bombus opifex
- Вид Bombus opulentus
- Вид Bombus pascuorum
- Вид Bombus pensylvanicus
- Вид Bombus persicus
- Вид Bombus pomorum
- Вид Bombus pseudobaicalensis
- Вид Bombus pullatus
- Вид Bombus remotus
- Вид Bombus rubriventris
- Вид Bombus ruderarius
- Вид Bombus schrencki
- Вид Bombus steindachneri
- Вид Bombus sylvarum
- Вид Bombus transversalis
- Вид Bombus tricornis
- Вид Bombus trinominatus
- Вид Bombus velox
- Вид Bombus veteranus
- Вид Bombus weisi
- Вид Bombus zonatus